# Mauges
Les Mauges sont une région naturelle et historique, correspondant au sud-ouest de l'actuel département de Maine-et-Loire et de l'ancienne province d'Anjou.
Historiquement ses principales villes sont Cholet et Beaupréau. À la suite de la vague de créations de communes nouvelles de 2015 et 2016, une grande partie des communes des Mauges s'associent pour former Beaupréau-en-Mauges, Chemillé-en-Anjou, Mauges-sur-Loire, Montrevault-sur-Èvre, Orée d'Anjou, Sèvremoine et Lys-Haut-Layon.
Les mémoires et le patrimoine local des Mauges ont été marqués par le soulèvement vendéen et la répression qui s'est ensuivie, à partir de 1793.

## Géographie

### Situation et limites
En tant que région naturelle, les Mauges sont situées à l'extrême sud-est du Massif armoricain. Elles sont délimitées au nord par la Loire, à l'est par le Layon,,, à l'ouest par la Sèvre Nantaise et par la Moine.
La limite sud, bien que plus floue, s'étend jusqu'au Choletais. En cette partie, la campagne se confondant avec celle de la Vendée proche, les limites sont moins nettes, d'où le nom parfois donné aux Mauges de « Vendée angevine »,,.

### Relief et géologie
L'Anjou méridional se compose à l'Est de terrains secondaires et tertiaires (Saumurois) et à l'Ouest de terrains primaires (Mauges). Dans ces derniers, on trouve un pays de bocage sur des terrains anciens, composés de schistes et de granites. La morphologie des Mauges se présente sous la forme d'un plateau se relevant légèrement au Sud.
Ce paysage de bocages sillonné de vallées encaissées, en particulier celles de l'Èvre et de la Sèvre Nantaise, culmine à la colline de la Trottière et ses 216 m, La Tourlandry étant le plus haut village des Mauges et de Maine-et-Loire.

### Hydrographie
Les Mauges sont traversées du sud au nord par l'Èvre. Taillant son parcours dans le plateau des Mauges, l'Èvre est une rivière sauvage et sinueuse qui glisse vers la Loire à travers le bocage. « Elle était là, elle fut pour moi tout de suite avec son odeur terreuse de vase et de racines, son sommeil dissolvant, digérant, infusant lentement les feuilles mortes qui pleuvaient des arbres d'automne » (Julien Gracq, Les Eaux étroites).
De Beaupréau à Saint-Florent-le-Vieil, de nombreux ponts et de moulins ponctuent la rivière (la Chaperonnière, le moulin de Moine, le moulin Neuf, le moulin de la Gobinière, le moulin Chauvreau…). Plusieurs endroits sont remarquables : le cirque de Courossé, falaise dominant la rivière, la « roche qui boit », lieu de légendes, et le pont médiéval de Bohardy.
Dans la région, on trouve également les rivières la Moine, la Sèvre Nantaise et l'hyrôme.

### Unités paysagères
Le territoire des Mauges comprend trois unités paysagères : Plateau des Mauges, la partie Sud de l'unité paysagère la Loire des promontoires, et la partie Ouest de celle du Couloir du Layon.
L'unité paysagère Plateau des Mauges recouvre la quasi-intégralité du territoire du même nom, de La Varenne au Nord-Ouest, à la Vendée et aux Deux-Sèvres au Sud, et de La Pommeraye au Nord à Nueil-sur-Layon au Sud-Est. À l'est du Layon et au sud de la Loire, cette unité paysagère se compose principalement d'un plateau granitique et bocager. Apparu au Moyen Âge, le bocage en est un élément marquant, et est une composante de son histoire et de son identité .
L'unité paysagère Loire des promontoires se situe au nord, en rive gauche du fleuve, de la partie Nord de la commune de La Varenne, en passant par Drain, jusqu'à Chalonnes-sur-Loire et la Corniche Angevine. Entrée dans le Massif armoricain depuis sa confluence avec la Maine, elle se compose d'une partie basse (vallée) et d'une partie haute (coteaux). Les promontoires rocheux les plus prononcés se trouvent à Montjean-sur-Loire, Saint-Florent-le-Vieil, Champtoceaux et La Varenne .
L'unité paysagère Couloir du Layon marque la transition entre les Mauges et le Saumurois. On y rencontre des coteaux escarpés où sont implantés des vignes ; ce territoire schisteux et ensoleillé étant favorable à cette culture. Cette grande cassure du socle hercynien, survenue lors du plissement alpin, se compose d'une grande richesse géologique. Au nord, les terres schisteuses ont été le siège de nombreuses exploitations de charbon .

### Climat
Le climat angevin est tempéré, de type océanique. Il est particulièrement doux, compte tenu de sa situation entre les influences océaniques et continentales. Généralement les hivers sont pluvieux, les gelées rares et les étés ensoleillés.

Le relief plus marqué des Mauges provoque une accentuation des précipitations.

## Étymologie
Formes anciennes du nom : Pagus Medalgicus en 843, Metallica regio au XIe siècle, Pagus Metallicus en 1047, In Andegavo territorio Medalgie pagus en 1052-1064, Maalgia en 1052-1082 et 1114-1130, Metallica en 1060-1062, Mealgium et Mealgia en 1100-1120, Maaugia en 1124, Decanus de Mauge en 1223.
L'origine du nom est complexe et lointaine. Célestin Port précise dans son édition de 1876 que, d'après ces diverses formes du nom primitif, l'origine en serait due aux exploitations de mines de fer et de plomb, peut-être aussi de houille, metalla, répandues autrefois dans le pays.

Pour autant, dans l'édition révisée de 1978, les auteurs indiquent que l'étymologie du nom est très incertaine, ce qu'indique également Pierre-Louis Augereau en 2005. Si la forme « medalgicus pagus » remonte à l'époque gallo-romaine, l'emprunt du premier remonterait au temps où la Loire (Liger) constituait une frontière entre les Ambilatres et leurs alliés au sud et les Andécaves et autres peuplades au nord. Le mot gaulois « medioligeriaco », signifiant « au milieu de la Loire » ou « Loire médiane » aurait qualifié cet espace ligérien de circulation nautique cruciale, mais surveillée après contrôle et autorisation aux principaux ports, avant de s'appliquer de manière de plus en plus restrictive à l'arrière-pays méridionale à hauteur de Saint-Florent-le-Vieil et de Montjean-sur-Loire, puis à un pagus plus ou moins vaste administré par un comte. Dans le cadre de cette hypothèse, les Mauges désignerait une modeste contrée mérovingienne, puis carolingienne, qui garde mémoire de ses antiques racines et liaisons économiques avec les ports fluviaux.
Quant à la légende, « Mauges » serait une déformation de « mauvaises gens », et proviendrait même de Jules César, qui aurait appelé ainsi (ou, du moins, malae gentes) la population du pays.
Treize communes ou anciennes communes de Maine-et-Loire comportent le nom « Mauges » : Bégrolles, Botz, Bourgneuf, Chaudron, Mazières, Neuvy, Le Pin, Saint-Macaire, Saint-Philbert, Saint-Quentin et Saint-Rémy, auxquelles s'ajoutent depuis décembre 2015 Beaupréau-en-Mauges et Mauges-sur-Loire.
Les habitants de la région des Mauges se nomment les Maugeois. Il s'agit d'un terme assez récent.[Quand ?]

## Histoire

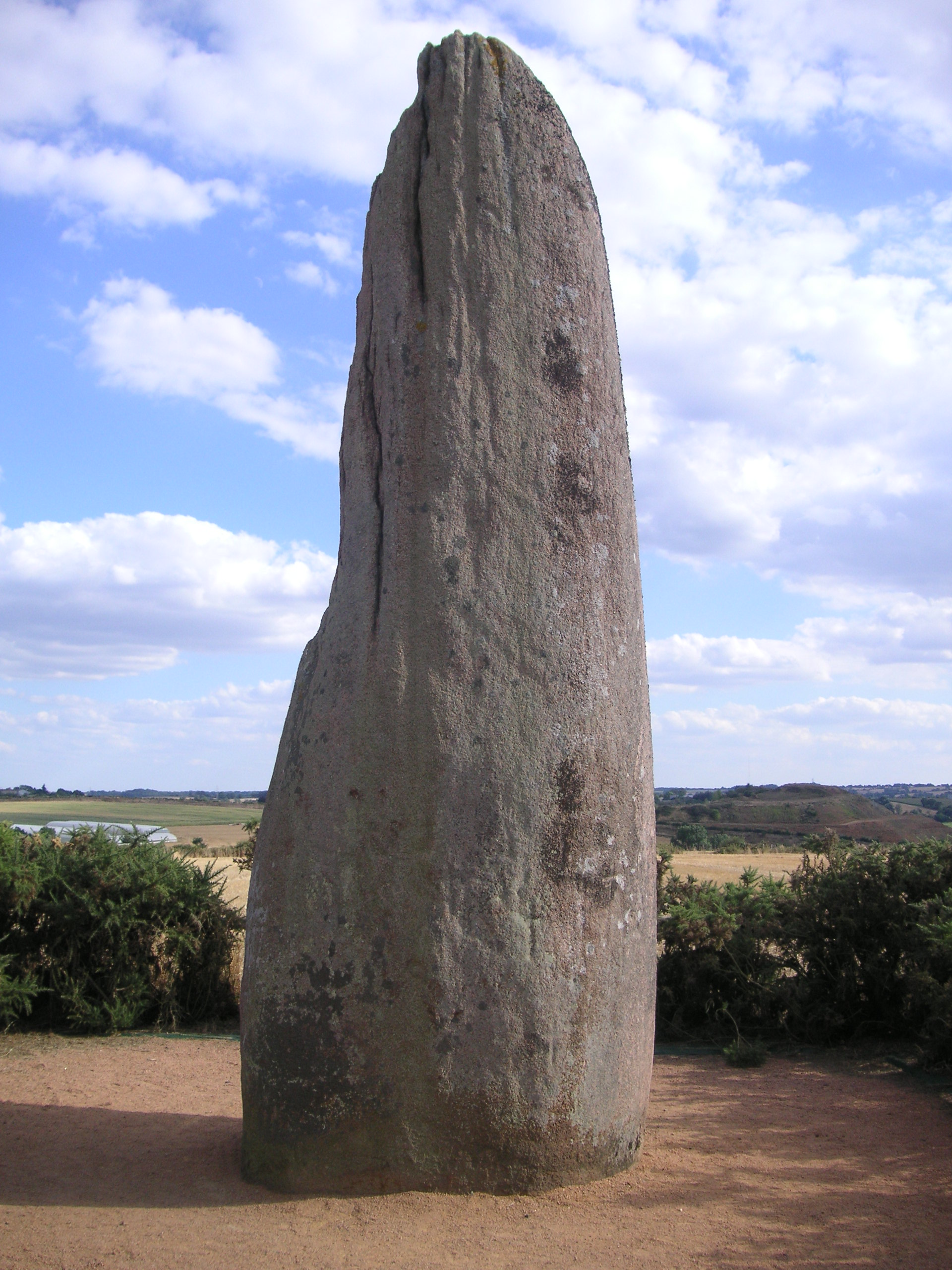
Menhir de Saint-Macaire-en-Mauges.

### Préhistoire et Antiquité
Les plus anciennes traces de présence humaine remontent à trois ou quatre cent mille ans. Près de Cholet on a retrouvé des bifaces sur le site du Fuilet. Au Paléolithique moyen, les hommes de Néandertal puis de Cro-Magnon ont séjourné sur le site de Roc-en-Pail, entre Chalonnes-sur-Loire et Chaudefonds.
Plusieurs dolmens et menhirs témoignent du peuplement de la région à l'époque néolithique, notamment au Fief-Sauvin et à Saint-Macaire-en-Mauges.
À l'époque gauloise, l'appartenance du territoire des Mauges n'est pas établie avec certitude : il relève du peuple des Ambilatres, qui a pu accueillir des Anagnutes, alors que les Namnètes et les Andécaves se trouvent au nord de la Loire ; après la conquête romaine et surtout l'essor économique du Ier siècle, leurs entités de libre circulations relèvent vaguement de la grande cité (civitas) des Pictons, appartenant donc à la province d'Aquitaine (capitale : Saintes), puis d'Aquitaine seconde (capitale : Bordeaux) à partir du IVe siècle. La cité des Pictons devient évêché de Poitiers à la fin de l'Empire romain.

### Moyen Âge
Il semble que les frontières entre anciennes cités ou ports de Lyonnaise au nord et d'Aquitaine au sud de la Loire se pérennisent malgré l'unification régalienne franque. Les dynastes mérovingiens, garants du pouvoir des cités, qui monopolisent le pouvoir religieux malgré leurs statuts économiques variables, accordent une importance croissante aux « pagi », puis aux bans qui les subdivisent. L'éclatement de la cité épiscopale souveraine en une multipolarité de centres religieux à la fin du VIIe siècle renforce l'autonomie des pouvoirs temporels locaux. Après des guerres civiles larvés et multiples, une restauration du pouvoir central, violente et souvent humiliante pour les populations paysannes des bans, intervient sous Charles Martel et surtout Pépin.
À l'époque de Charlemagne et de Louis le Pieux, le « pagus » ou pays des Mauges fait logiquement partie du royaume d'Aquitaine créé en 781 pour le jeune Louis. Une des résidences royales se trouve dans la proche localité de Doué (actuelle Doué-la-Fontaine), où Louis apprend la nouvelle de la mort de Charlemagne en 814.
Après le règne de Louis le Pieux, le territoire, où les populations paysannes exècrent probablement les autorités carolingiennes, fait partie des conquêtes et autres associations d'allégeance bretonnes du milieu du IXe siècle. Dans le même temps, les Normands, menés par Hasting, entament dès 852 une série de raids, qui les mèneront au pillage de Saint-Florent-le-Vieil.
Afin de lutter plus efficacement contre les raids Normands, Louis le Pieux sépare les pagi d'Herbauges, des Mauges et de Tiffauges du comté du Poitou et les regroupe en un nouveau comté : le comté d'Herbauges.
J.-P. Brunterc'h suppose qu'après la mort du comte d'Herbauges, Renaud, ce comté aurait cessé d'exister et que les trois pagi (Herbauges, Mauges et Tiffauges) seraient alors repassés sous domination poitevine, à l'exception de la vicaria de Retz passée sous contrôle breton en 851.
Les territoires paysans à reconquérir sont l'objet d'âpres luttes politiques entre seigneurs suzerains. Le pagus des Mauges n'est qu'un petit « pays aux confins entre Anjou et Poitou » de la Francia occidentalis qui deviendra l'ancienne France. Le comte de Poitiers, prétendant légitime à la réunification de l'Aquitaine antique depuis ses fiefs du Bas-Poitou réclame sa part. Mais les maîtres de l'Anjou, plus proches, la lui contestent. Il faudra faire une guerre le plus souvent larvée et plus rarement frontale, mais trouver aussi un « modus vivendi » avec les paysans locaux.
Au cours du Xe siècle, Geoffroy Ier d'Anjou dit Grisegonelle, Comte d'Anjou, libère les Mauges ainsi qu'une grande partie du Comté de Nantes, en luttant face aux incursions normandes. Il continue la politique de ses prédécesseurs, qui consiste à défendre sa frontière ouest en fortifiant ses possessions. Mais c'est seulement sous le règne de son successeur, Foulque Nerra que l'intégration des Mauges sera effective en y plaçant ses plus fidèles chevaliers.
À cette époque la région serait encore couverte d'un vaste massif forestier, où seule la vallée de l'Èvre est défrichée. Il serait plus logique de supposer un ré-enfrichement d'une partie parfois notable des terres des Mauges, victimes de diverses épidémies, guerres et prédations frontalières.
L'existence de Beaupréau est attestée en 1075 (Bello Pratello). Cholet date aussi de cette époque.

L'Anjou de l'Ancien Régime.

### Ancien Régime
Les Mauges ne constituent pas plus qu'au Moyen Âge une entité administrative autonome. Les paroisses des Mauges dépendent de la province d'Anjou et de la sénéchaussée d'Angers, qui couvre un territoire englobant la moitié Ouest de l'Anjou. Sur le plan religieux, le sud des Mauges ne dépend pas d'Angers, mais d'abord de Poitiers, puis au démembrement de ce diocèse, de Maillezais, et à la suppression de cet évêché, de La Rochelle.

### Époque contemporaine

#### La période de la Révolution française
En 1791 et 1792, la question religieuse soulevée par la Révolution, la levée en masse et l'organisation des nouveaux impôts sont à l'origine de troubles divers,.
Comme dans le sud de la Loire-Inférieure et en Vendée, les populations rurales des Mauges ne sont pas favorables à l'installation de la République en septembre 1792, mais on trouve probablement des républicains dans les bourgs et bien sûr à Cholet, principal point d'appui des gardes nationaux. Comme ailleurs, l'insurrection éclate dans les Mauges en mars 1793 à la suite de la décision de la Convention de lever 300 000 soldats (jusqu'alors, il n'y a aucun service militaire obligatoire, mais seulement des engagements volontaires ; la levée des 300 000 hommes constitue donc une nouveauté radicale qui est refusée dans de nombreuses régions).
En 1793, la région est l'un des théâtres d'opération des guerres de Vendée, dans le cadre de l'armée catholique et royale d'Anjou et du Haut-Poitou (avec notamment la division de Cholet et de Beaupréau, commandée par Bonchamps, et celle de Saint-Florent-le-Vieil, commandée par d'Elbée) qui concerne les territoires entre le Loroux-Bottereau, Bressuire et Angers ; en octobre 1793, a lieu la bataille de Cholet qui est une victoire des Républicains, dirigés entre autres par Kléber, en présence de Carrier, représentant en mission à Nantes. Cette défaite des armées royalistes est au point de départ de la traversée de la Loire et de la Virée de Galerne, qui aboutit en décembre à leur écrasement à Savenay.
À partir d'octobre 1793, les Mauges sont (comme les autres régions de la Vendée militaire) l'objet d'une reprise en main par les Républicains, ce qui se traduit par une répression parfois extrême (colonnes infernales).

#### Le découpage administratif depuis 1790
Lors de la création des départements en 1790, le Maine-et-Loire est divisé en huit districts : Angers, Baugé, Châteauneuf, Cholet, Saint-Florent, Saumur, Segré et Vihiers.
En 1800, ils sont remplacés par les arrondissements d'Angers, de Baugé, de Beaupréau, de Saumur et de Segré. En 1857, la sous-préfecture de Beaupréau sera déplacée à Cholet.
On assiste à la fin de 2015 à plusieurs regroupements de communes, qui donnent naissance à six communes nouvelles qui comprennent soixante-trois anciennes communes : Beaupréau-en-Mauges, Chemillé-en-Anjou, Mauges-sur-Loire, Montrevault-sur-Èvre, Orée d'Anjou, Sèvremoine et Lys-Haut-Layon.

#### L'évolution économique et sociale
Le XXe siècle est marqué par une assez forte industrialisation ; de ce point de vue, Cholet apparaît comme le pôle industriel de la région dite du « Choletais ». Une des grandes réussites de l'industrie des Mauges est l'industrie de la chaussure, notamment l'entreprise « Eram » (Saint-Pierre-Montlimart) autour de la famille Biotteau. La densité industrielle rurale y est importante.
Dans l'après-guerre, les ouvriers des Mauges, issus de la paysannerie, sont initiés à la vie sociale en partie par le biais de la JOC et du syndicat CFTC ; les années 1960 sont d'ailleurs marquées par quelques conflits à Saint-Pierre-Montlimart.
Au début des années 2020, les Mauges sont considérés comme le « territoire le plus égalitaire de France » en matière de revenus titre Le Monde. Ce phénomène trouve racine dans la mémoire de la guerre de Vendée, et se matérialise par un tissu industriel persistant, une solidarité locale importante, la promotion de la valeur travail et une méfiance vis-à-vis de l'État.

## Culture et patrimoine

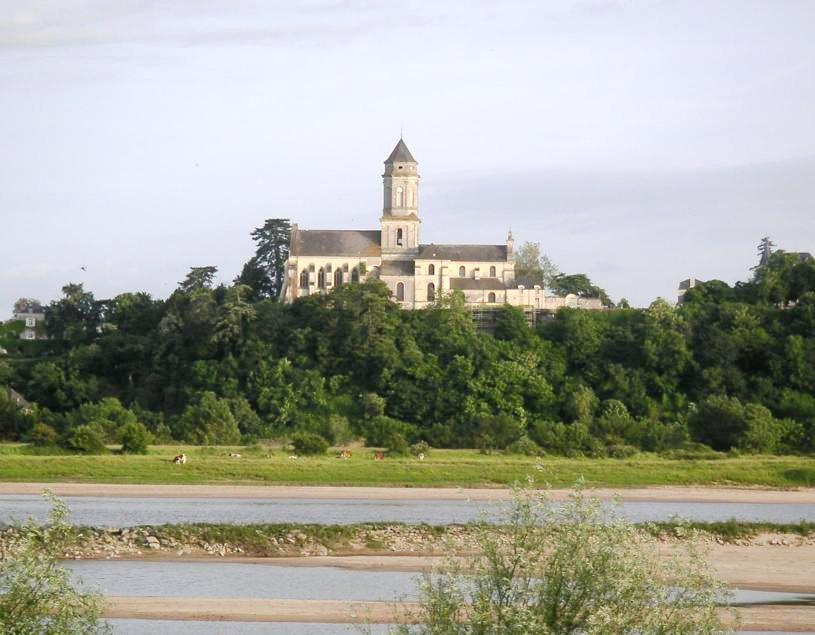
Abbaye de Saint-Florent-le-Vieil.

### Patrimoine
Plusieurs ouvrages sont classés aux Monuments historiques.

#### Préhistoire
Les sites liés à la Préhistoire :
- site préhistorique de Roc-en-Pail à Chalonnes-sur-Loire[41] ;
- menhir de la Garde, déplacé des terres de la Garde, à Cholet[42] ;
- menhir dit La Haute-Borne à Saint-Germain-sur-Moine[43] ;
- menhir dit La Grande Pierre Levée à Saint-Macaire-en-Mauges[44].

#### Châteaux
Les châteaux :
- château des XIIe et XIIIe siècles à Chemillé ;
- château fort dit château des Hayes des XVe et XVIe siècles à Andrezé ;
- château de la Guérinière des XVIIe et XVIIIe siècles à Bégrolles-en-Mauges.

#### Bâtiments civils
Le patrimoine civil :
- tour dite du Grenier à sel du XVIe siècle à Cholet ;
- maisons des XVe et XVIe siècles à Maulévrier ;
- moulin de l'Epinay à La Chapelle-Saint-Florent ;
- moulin des Landes à Bégrolles-en-Mauges ;
- moulin pendu dit le Cul-du-Moulin des XIIIe et XIVe siècles à Champtoceaux ;

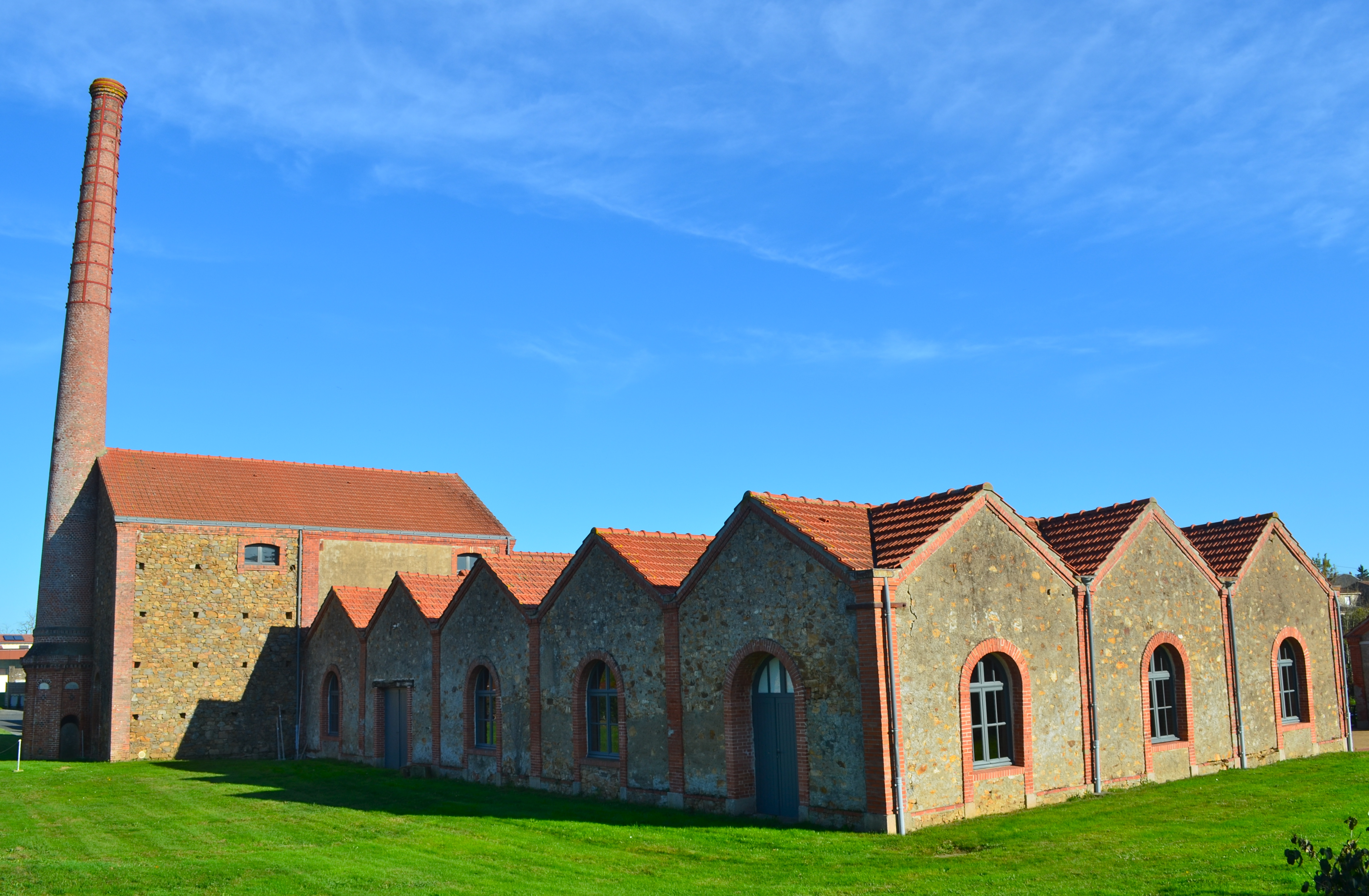
Musée du textile de Cholet.

- pont sur l'Èvre du XVe siècle à Montrevault.

#### Bâtiments religieux
Le patrimoine religieux :
- abbaye du Mont Glonne du VIIe siècle à Saint-Florent-le-Vieil ;
- abbaye de Notre-Dame de Bellefontaine à Bégrolles en Mauges ;
- chapelle de la Bernardière des XVe et XVIIIe siècles à Saint-Macaire-en-Mauges ;
- chapelle Notre-Dame-de-Toutes-Aides des XVIIe et XVIIIe siècles à Maulévrier ;
- église Notre-Dame du XIXe siècle à Beaupréau ;
- église du Sacré-Cœur du XXe siècle à Cholet ;
- église Notre-Dame l'ancienne du XIIe siècle à Chemillé ;
- vitraux de l'église du Pin-en-Mauges.

### Musées
Les musées :
- musée d'art et d'histoire de Cholet ;
- musée du textile et de la mode de Cholet ;
- musée Joachim-Du-Bellay de Liré ;
- musée Cathelineau du Pin-en-Mauges ;
- musée des métiers de la chaussure de Saint-André-de-la-Marche ;
- musée d'histoire locale et des guerres de Vendée de Saint-Florent-le-Vieil ;
- musée des métiers de Saint-Laurent-de-la-Plaine.

### Personnalités des Mauges
- Joachim du Bellay (1522-1560), poète français de la Pléiade, né à Liré ;
- François Bernier (1620-1688), philosophe et voyageur français du XVIIe siècle, né à Joué (actuelle commune de Valanjou) ;
- Pierre Charles Trémolières (1703-1739), peintre angevin du XVIIIe siècle, né à Cholet ;
- Jacques Cathelineau (1759-1793), « le Saint de l'Anjou », généralissime des armées vendéennes durant les guerres de Vendée, né au Pin-en-Mauges ;
- Charles Melchior Artus de Bonchamps (1760-1793), commandant des armées vendéennes ;
- Hippolyte Maindron (1801-1884), sculpteur français, né à Champtoceaux ;
- Albert-René Biotteau (1898-1985), créateur d'une fabrique de chaussures à Saint-Pierre-Montlimart et fondateur du groupe Eram ;
- Julien Gracq (1910-2007), écrivain, né à Saint-Florent-le-Vieil ;
- Étienne Davodeau (1965- ), né à Botz-en-Mauges, auteur de bandes dessinées.

## Intercommunalités

### Pays des Mauges
Jusqu'en 2015, la structure administrative d'aménagement du territoire Pays des Mauges compte 7 communautés de communes comprenant 71 communes : la communauté de communes de la région de Chemillé, la communauté de communes Montrevault Communauté, la communauté de communes du Centre-Mauges, la communauté de communes du canton de Champtoceaux, la communauté de communes de Moine-et-Sèvre, la communauté de communes du canton de Saint-Florent-le-Vieil, et la communauté de communes du Bocage. Ce syndicat mixte ne correspondait pas totalement aux limites géographiques, d'où parfois la confusion avec l'appellation territoriale. Au 1er décembre 2015, la communauté de communes du Bocage se retire du syndicat mixte, et le 1er janvier 2016 l'intercommunalité est dissoute pour laisser place à la communauté d'agglomération Mauges Communauté.

### Mauges Communauté
Mauges Communauté est une communauté d'agglomération qui remplace le 1er janvier 2016 le syndicat mixte Pays des Mauges et six communautés de communes. La nouvelle communauté d'agglomération est constitué par l'union des communes nouvelles de Beaupréau-en-Mauges, Chemillé-en-Anjou, Mauges-sur-Loire, Montrevault-sur-Èvre, Orée d'Anjou et Sèvremoine.

### Le Bocage
La communauté de communes du Bocage, qui comprend les communes de Les Cerqueux, Coron, Maulévrier, La Plaine, Somloire et Yzernay, retrouve le 1er décembre 2015 son indépendance en se retirant du syndicat mixte Pays des Mauges. Le 1er janvier 2017 elle fusionne avec l'agglomération du Choletais.

### Le Vihiersois
La communauté de communes du Vihiersois-Haut-Layon se situe dans la partie sud-est des Mauges,,. Cette structure intercommunale groupe 6 communes que sont Cernusson, Cléré-sur-Layon, Lys-Haut-Layon, Montilliers, Passavant-sur-Layon et Saint-Paul-du-Bois. Le 1er janvier 2016, elle se retire du Pays de Loire en Layon, puis est dissoute le 30 septembre 2016 à la suite de la mise en œuvre du nouveau schéma départemental de coopération intercommunale. Une partie de son périmètre est intégrée à l'agglomération du Choletais.

### Agglomération du Choletais
La communauté d'agglomération du Choletais se situe dans la partie Sud des Mauges,,,,. Jusqu'en 2016 cette structure intercommunale groupe 14 communes. Elle est dissoute le 31 décembre 2016 pour laisser place à l'Agglomération du Choletais, regroupant 26 communes que sont Bégrolles-en-Mauges, Cernusson, Les Cerqueux, Chanteloup-les-Bois, Cholet, Coron, Cléré-sur-Layon, Lys-Haut-Layon, Maulévrier, Le May-sur-Èvre, Mazières-en-Mauges, Montilliers, Nuaillé, Passavant-sur-Layon, La Plaine, La Romagne, Saint-Paul-du-Bois, Saint-Christophe-du-Bois, Saint-Léger-sous-Cholet, La Séguinière, Somloire, La Tessoualle, Toutlemonde, Trémentines, Vezins et Yzernay.

## Pour approfondir